# Allen Stoneham
Pour les articles homonymes, voir Stoneham (homonymie).
Allen Henry Philip Stoneham, né en 1856 à Londres et mort le 12 avril 1927, est un homme d'affaires britannique.

## Biographie

### Enfance et formation
Allen Henry Philip Stoneham naît en 1856 à Londres, fils de Allen Stoneham, secrétaire aux finances de la Commission du commerce (en anglais, Board of Trade).
Dans sa jeunesse, il est connu comme un sportif et joueur de rugby. Après des études à l'Université de Londres, il devient expert-comptable (chartered accountant en anglais), actif avec son partenaire, John Whitley, à la création de la station balnéaire de Paris-Plage devenue commune, en 1912, sous le nom de Le Touquet-Paris-Plage.

### Vie de famille
Il se marie, en premières noces, avec Jane Harley Cowie née en 1853 en Écosse, ils ont 3 filles nées à Surbiton en 1884, 1886 et 1889.
- Il se marie en secondes noces, à Florence Marie Louise[Note 1], née en 1864 à Londres, et ont deux enfants,
  - Donald Allen né en 1901 à Londres, marié, en l'église anglaise de l'avenue des Anglais, actuelle avenue du Général-de-Gaulle au Touquet-Paris-Plage, le 14 septembre 1927 avec Carmen Rosa de Mora[2].
  - Vincent Allen né en 1904 à Londres[3].

### Parcours professionnel

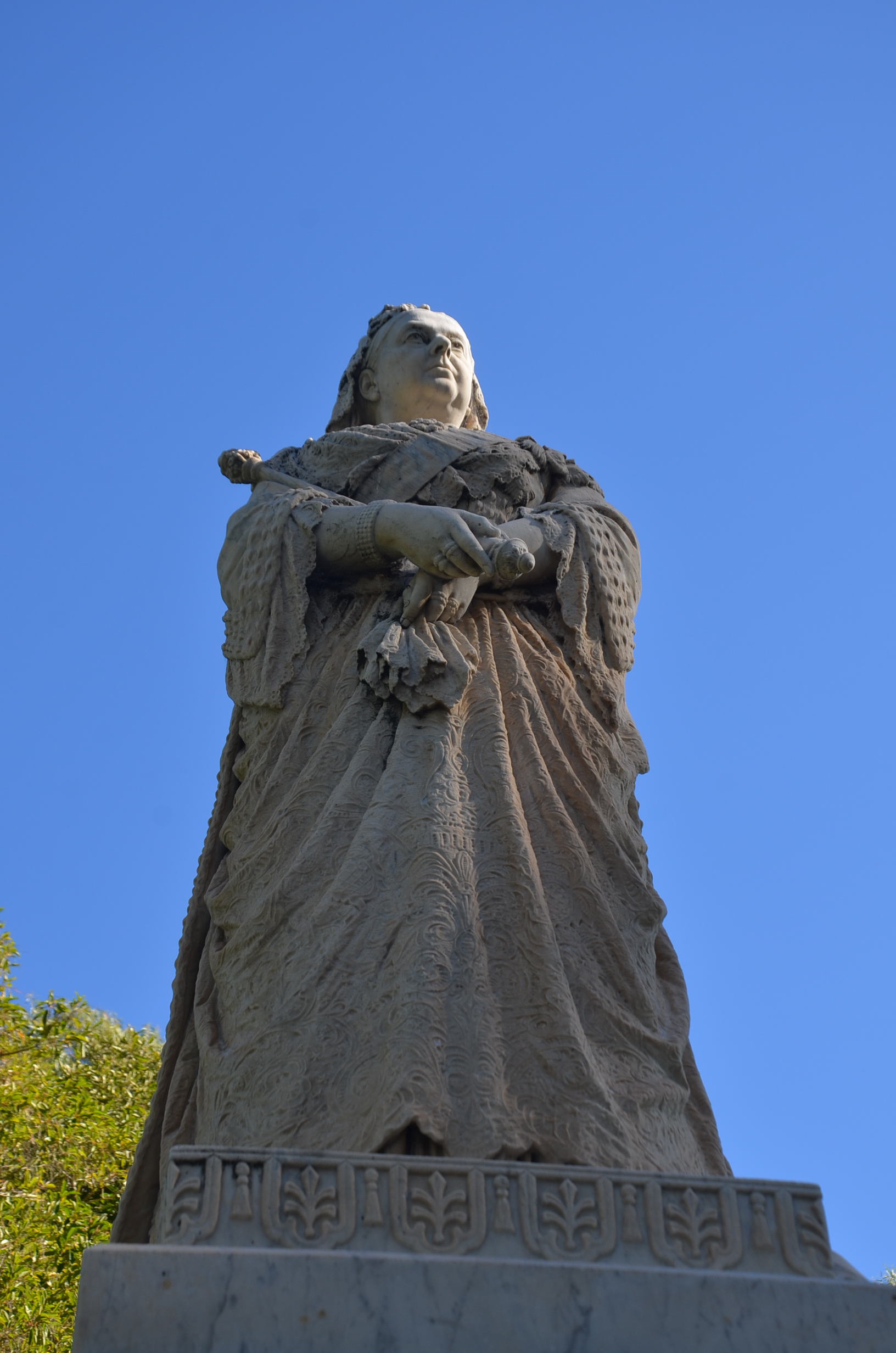
Statue de la Reine Victoria dans Kings Park, Perth, Australie.

Allen Stoneham est responsable de l'introduction du tramway électrique dans l'Ouest australien et dans l'état de Victoria et fait don de la statue de la reine Victoria à la ville de Perth en Australie
.
Il est élu en 1893 au Royal Colonial Institute (Grande-Bretagne).
Il figure dans l'« annuaire des grands cercles et du grand monde » sports et clubs 1925.

### Son histoire à Paris-Plage et au Touquet-Paris-Plage
En 1902, le 16 décembre, le domaine du Touquet est mis en vente, John Whitley en fait l'acquisition, pour le compte de la société anglaise « Touquet Syndicate Ltd » qui va être constituée, avec comme président Allen Stoneham qui investit des capitaux très importants dans cette société. Les bureaux de cette société sont installés dans la villa Woodcote située avenue de Picardie (anciennement chemin de grande communication no 119), aujourd'hui, au no 319 avenue de Trépied.
En 1911, il se fait construire la villa Le Manoir avenue du Golf, sa villa est devenue l'actuel Manoir Hôtel face au Golf du Touquet-Paris-Plage, il habite également à Londres, et cette même année, il organise les premiers Drags avec le Camus de Wailly.
En 1922, il fait don, à la commune, d'un terrain et de 5 000 F pour la construction d'un stade municipal, chemin des Hautures, aujourd'hui avenue François Godin, à l'emplacement de l'actuel camping Stoneham.
En 1923, lui et son épouse reçoivent le Prince de Galles dans leur Hôtel du Golf.
Il dote, sur le plan sportif, le Touquet-Paris-Plage de différents prix et coupes, cela concernera les courses hippiques, le golf et le tennis.
En 1946, après la Seconde Guerre mondiale, son fils Vincent est le seul à s'intéresser au domaine familial et met toute son énergie au redémarrage du Golf du Touquet-Paris-Plage, mais en 1956, il cède le domaine à des promoteurs britanniques, les Bell.

### Mort
Allen Stoneham meurt le 12 avril 1927,,.

## Hommage

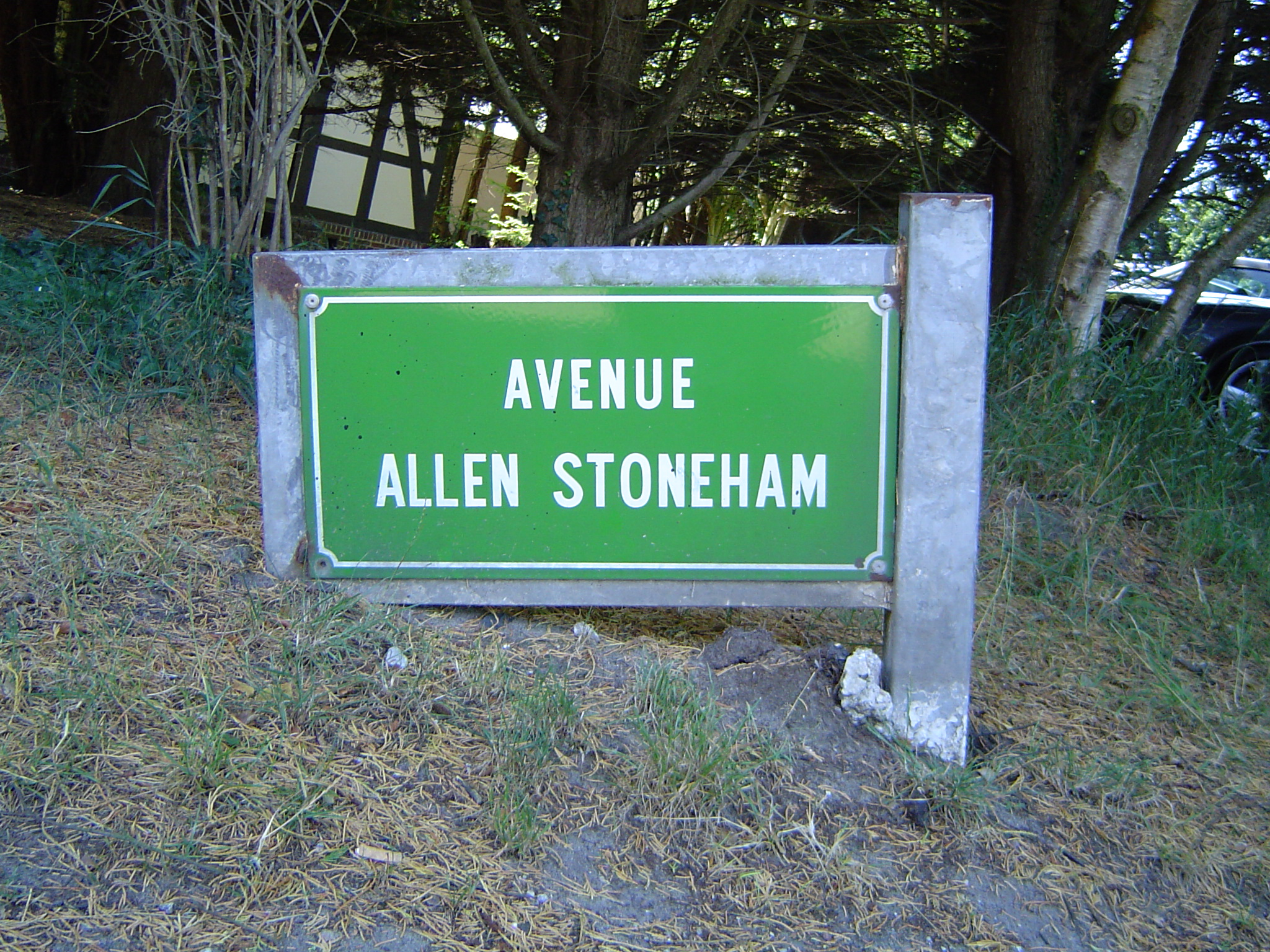

En remerciement, la municipalité décide de donner son nom « au stade municipal, dont Allen Stoneham avait fait don du terrain, aujourd'hui camping Stoneham, avenue avenue François-Godin, et à aucune rue du Touquet-Paris-Plage ».
Aujourd'hui, une avenue, proche du golf, porte son nom au Touquet-Paris-Plage, l'avenue Allen Stoneham.